# هاليد أكسجيني
الهاليدات الأكسجينية في الكيمياء هي مركبات كيميائية تكون فيها كل من ذرات الأكسجين O والهالوجين X مرتبطة إلى عنصر كيميائي ثالث، سيرمز له هنا افتراضاً «A»، وذلك في بنية جزيء واحدة. بالتالي يمكن أن تكون الصيغة العامة لمركب هاليد أكسجيني على الشكل AOmXn.
يمكن أن يكون العنصر الكيميائي A المذكور آنفاً إما عنصر مجموعة رئيسي أو فلز انتقالي أو أحد عناصر الأكتينيدات.

## التحضير

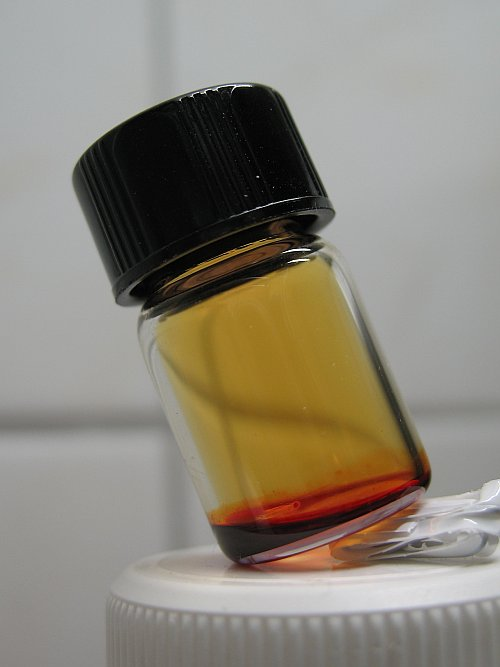
كلوريد الكروميل CrO_{2}Cl_{2} هو مركب هاليد أكسجيني للكروم

تحضر الهاليدات الأكسجينية بواحدة من ثلاث طرائق:
- الأكسدة الجزئية لمركب هاليد؛ مثال:

{\displaystyle {\ce {2 PCl3 + O2 -> 2 POCl3}}}
- الهلجنة الجزئية لأكسيد؛ مثال:

{\displaystyle {\ce {2 V2O5 + 6 Cl2 + 3 C -> 4 VOCl3 + 3 CO2}}}
- تفاعل استبدال هاليد على الأكسيد؛ مثال:

{\displaystyle {\ce {[CrO4]^2- + 2Cl^- + 4H^+ -> CrO2Cl2 + 4 H2O}}}